# Ballata selvaggia
Ballata selvaggia (Blowing Wild) è un film del 1953 diretto da Hugo Fregonese.
È un film d'avventura statunitense a sfondo drammatico ambientato in Sudamerica negli anni trenta con Gary Cooper, Barbara Stanwyck, Ruth Roman, Anthony Quinn e Ward Bond.

## Trama
A causa dei banditi, l'estrazione del petrolio è diventata un'impresa impossibile in Messico e quella di Ward Conway è l'unica società che riesce ancora a lavorare. Dopo aver amato Marina, moglie di Ward, Jeff Dawson decide di lasciare il suo lavoro per il signor Conway e lavorare per un'altra ditta ma, quando il nuovo titolare, a lavoro finito, va via senza pagarlo, Jeff si trova costretto a tornare a lavorare per Ward.

## Produzione
Il film, diretto da Hugo Fregonese su una sceneggiatura di Philip Yordan, fu prodotto da Milton Sperling per la United States Pictures e girato nei Churubusco Studios a Città del Messico da febbraio ad aprile del 1953.
Nel 1954 lo stesso soggetto fu trattato in una pellicola a colori, dal titolo FUOCO VERDE, per la regia di Andrew Marton; interpreti principali Stewart Granger (Rian X. Mitchell), Grace Kelly (Catherine Knowland) e Paul Douglas (Victor Leonard).

## Distribuzione
Il film fu distribuito con il titolo Blowing Wild negli Stati Uniti nell'ottobre del 1953 al cinema dalla Warner Bros.
Altre distribuzioni:
- in Francia il 16 dicembre 1953 (Le souffle sauvage)
- in Svezia il 5 marzo 1954 (När marken bränner)
- in Finlandia il 12 marzo 1954 (Mustaa kultaa)
- in Germania Ovest il 14 maggio 1954 (Blutiger Süden) (Jeff)
- in Danimarca il 5 luglio 1954 (Flammer over Mexico)
- in Austria nel settembre del 1954 (Jeff)
- in Portogallo l'8 febbraio 1955 (Vento Selvagem)
- in Turchia nell'ottobre del 1955 (Müthis mücadele)
- in Danimarca il 26 dicembre 1964 (redistribuzione)
- in Germania Ovest nel 1965 (redistribuzione)
- in Austria nell'aprile del 1965 (redistribuzione)
- in Danimarca il 21 giugno 1965 (redistribuzione)
- in Argentina (Viento salvaje)
- in Belgio (De wilde rukwind) (Le souffle sauvage)
- in Brasile (Sangue da Terra)
- in Spagna (Soplo salvaje)
- in Grecia (Aima sto mavro hrysafi)
- in Grecia (Stin ormi tou pathous)
- in Italia (Ballata selvaggia)

## Critica
Secondo il Morandini il film è in "melodramma avventuroso con risvolti perversamente erotici". Nonostante la regia si riveli talentosa, la sceneggiatura soffrirebbe di molti luoghi comuni.

## Promozione
Le tagline sono:
- The whole black-gold border knew the 'Gringo Giant' was on a rampage! Only the girl with the lying-green eyes knew why!
- The 'Gringo Giant' was mad!
- Fighting wild! Loving wild!